# Богдановка (Молдова)
Богдановка (рум. Bogdanovca) — село в Бессарабском районе Молдавии. Наряду с сёлами Исерлия, Карабибер и Ивановка входит в состав коммуны Исерлия. Находится на реке Скиноса.

## География
Село расположено на высоте 68 метров над уровнем моря.

## Население
По данным переписи населения 2004 года, в селе Богдановка проживает 52 человека (22 мужчины, 30 женщин).
Этнический состав села:
| Национальность | Число жителей | Процентный состав |
| -------------- | ------------- | ----------------- |
| молдаване      | 30            | 57.69             |
| украинцы       | 10            | 19.23             |
| болгары        | 6             | 11.54             |
| гагаузы        | 4             | 7.69              |
| русские        | 2             | 3.85              |
| Всего          | 52            | 100%              |